# Philippe Blasband
Philippe Blasband (Teheran, 26 juli 1964) is een Belgische Franstalige schrijver, theater- en filmmaker. 

## Realisaties en prijzen
Enkele belangrijke realisaties zijn:
- 1990 - De cendres et de fumées, roman, bekroond met de Rosselprijs (in het Nederlands verschenen als As - roman, vert. Rokus Hofstede, 1992).
- 2004 - La Femme de Gilles, filmscenario, kreeg de Joseph Plateauprijs voor beste scenario.
- 2005 - La coleur de mots, filmscenario en regie, kreeg de Signisprijs op het Internationaal filmfestival van Amiens en de publieksprijs op het Filmfestival van Brive.
- 2009 - Maternelle, filmscenario en regie.
- 2012 - Tango Libre, filmscenario, kreeg de Magritte voor beste scenario.